# Night of the Living Dead 3D
Night of the Living Dead 3D o Night of the Living DE3D es una película de terror de 2006 hecha en 3D. Basada en el clásico de terror de 1968, La noche de los muertos vivientes. La película original nunca fue debidamente inscrita en derechos de autor, por lo que ha caído en el dominio público,y por lo que esta versión es posible sin el permiso de los creadores de la película original.
Fue lanzado en DVD el 9 de octubre de 2007 en dos versiones distintas, el formato 3D original que incluye cuatro pares de gafas 3D anaglifo (rojo / azul), y una versión en 2D que no requiere ni incluye ningunas gafas 3D.

## Argumento
Barb y su hermano Johnny llegan tarde al funeral de su tía y encuentran el cementerio invadido por zombis. Después de que Johnny la abandona, Barb huye del cementerio y es rescatada por Ben, un estudiante de la universidad local. Los dos buscan refugio en la casa de campo de la familia Cooper (Henry & Hellie Cooper, hija de Henry y la hijastra de Hellie Karen, los peones Owen y Tom y su novia Judy) y tratan de sobrevivir durante la noche junto con otros sobrevivientes, incluyendo al encargado de la funeraria, Gerald Tovar, Jr. 
Mientras Barb y Ben intentan convencer a la familia Cooper que los zombis se dirigen a la casa, Tom y Judy son atacados mientras tenían relaciones sexuales en el granero. Después de escuchar los gritos de Judy, Barb y el resto intentan salvarla, pero ya es demasiado tarde. Cuando Tovar llega, él explica lo que está sucediendo. Owen y Karen sucumben a la mordedura de un zombi y se convierten en muertos vivientes.

## Reparto
- Barb - Brianna Brown
- Ben - Joshua DesRoces
- Gerald Tovar, Jr. - Sid Haig
- Henry Cooper - Greg Travis
- Hellie Cooper - Johanna Black
- Owen - Adam Chambers
- Johnny - Ken Ward
- Karen Cooper - Alynia Phillips
- Tom - Max Williams
- Judy - Cristin Michele

## Precuela
Una precuela, titulada Night of the Living Dead 3D: Re-Animation, fue lanzada en 2012, protagonizada por Andrew Divoff, Jeffrey Peines, Denice Duff y dirigida por Jeff Broadstreet.

## Soundtrack
El tema de los créditos finales se titula "Control", forma parte del álbum "Sleepwalker" de la banda "Radford", fue lanzado en 2004.